# Unža
La Unža (in russo Унжа) è un fiume della Russia europea, affluente di sinistra del Volga.
Nasce dai rilievi degli Uvali settentrionali, dalla confluenza dei fiumi Kema (lungo 105 km) e Lundonga (89 km), nella parte sud-orientale dell'Oblast' di Vologda. Fluisce con direzione mediamente meridionale, descrivendo due curve molto pronunciate ad angolo retto; sfocia nel Volga nella cosiddetta baia Unžinskij del bacino di Gor'kij, di fronte alla città di Jur'evec.
I suoi principali affluenti dalla destra idrografica sono: Juza (lungo 92 km), Kunož (98 km), Viga e Neja; dalla sinistra: Meža e Belyj Luch. Le principali cittadine toccate nel suo corso sono Kologriv, Manturovo e Makar'ev, tutte comprese nell'Oblast' di Kostroma.
Il fiume è gelato, mediamente, da novembre ad aprile.